# Ben Weinman
Ben Weinman es un músico estadounidense más conocido como el guitarrista principal y único miembro fundador restante del grupo The Dillinger Escape Plan y actualmente es el guitarrista rítmico de la banda de crossover thrash, Suicidal Tendencies.
En los últimos años cofundó el súpergrupo Giraffe Tongue Orchestra, junto al vocalista William DuVall (Alice in Chains), el guitarrista Brent Hinds (Mastodon), el bajista Pete Griffin (Dethklok) y el baterista Thomas Prigden (The Mars Volta). El 23 de septiembre de 2016 publicaron su álbum debut, Broken Lines.
Weinman orquestó por completo la película Alien Abduction de 2014.
Weinman colaborará con la cantante neozelandesa Kimbra para un nuevo álbum. Asimismo colaboró con el rapero Wyclef Jean con percusiones en una canción que aún no se ha publicado.

## Vida personal
Weinman creció en Morris Plains. Estudió en la Universidad Fairleigh Dickinson en Madison, Nueva Jersey donde primero recibió un grado en psicología y luego en comunicación corporativa, un campo en el que trabajó por un tiempo hasta dedicarse totalmente a su grupo musical The Dillinger Escape Plan.
Ben Weinman sigue un estilo de vida straight edge (abstención de alcohol, cigarrillos y otras drogas) y es pecetariano (privarse del consumo de carnes rojas y blancas, pero no marinas).

## Reconocimientos
Fue nombrado el sexagésimo octavo mejor guitarrista de todos los tiempos por la revista Spin y el décimo noveno guitarrista moderno más influyente del metal por VH1.
Fue elegido por la revista Guitar World como uno de los 50 guitarristas más rápidos de la historia y uno de los 25 principales guitarristas de culto.

## Discografía
| Con The Dillinger Escape Plan - 1999 - Calculating Infinity - 2004 - Miss Machine - 2007 - Ire Works - 2010 - Option Paralysis - 2013 - One of Us Is the Killer - 2016 - Dissociation | Con Giraffe Tongue Orchestra - 2016 - Broken Lines |